# يولا (نيجيريا)
يولا هي عاصمة ولاية أداماوا الواقعة في شمال شرق نيجيريا، وتُعد مركزًا إداريًا وثقافيًا هامًا في المنطقة. تقع المدينة على ضفاف نهر بنوي، وتجمع بين الطابع التقليدي في المدينة القديمة، حيث يقيم لاميدو أداماوا، والطابع العصري في جيميتا، التي تُعد المركز الإداري والتجاري. يُشتق اسم “يولا” من معنى “السهل العظيم” أو “أرض السهول الواسعة”، وتُقدر سكانها بأكثر من 336,000 [بحاجة لمصدر] نسمة حسب إحصاء عام 2010.
تقع جبال ماندارا إلى الشمال من يولا، بينما تمتد جبال شيبشي وجبل ديملانغ (قمة فوغل) إلى الجنوب منها. تُعد يولا نقطة وصول رئيسية إلى محمية غاشاكا غومتي الطبيعية، وهي من أكبر الحدائق الوطنية في نيجيريا، بالإضافة إلى محمية غابة نجيل نياكي الجبلية، وهضبة مامبيلا، وموقع سوكور المدرج على قائمة التراث العالمي لليونسكو، والذي يُعد أول منظر ثقافي في أفريقيا يحصل على هذا التصنيف. كما تقع بالقرب منها شلالات يادين، وسد كيري على نهر غونغولا، وحديقة بنوي الوطنية في الكاميرون المجاورة، وحديقة وازا الوطنية، ومدينة غاروا الكاميرونية الواقعة على الضفة الأخرى من نهر بينوي.

## التاريخ
تأسست مدينة يولا عام 1841، وهي تمتد عبر التلال في منطقة شمال شرق نيجيريا. كانت عاصمة لدولة الفولاني حتى استولى عليها البريطانيون عام 1901. اليوم، تعتبر يولا عاصمة ولاية أداماوا التي تشكلت عام 1991 من جزء من ولاية جونغولا. أسس المدينة موديبّو أداما، زعيم محلي من الفولاني، الذي عُرف خلال الحركة الإسلامية التي قادها الشيخ عثمان دان فوديو في أوائل القرن التاسع عشر كعالم مسلم مؤهل لقيادة سكان منطقة أعلى نهر بينوي. كان أول أوروبي يزور المنطقة هو المستكشف هاينريش بارت في عام 1851، بعد فترة قصيرة من تأسيس يولا، حيث وصل عبر طريق الصحراء مرورًا بمدينة كوكوا قرب بحيرة تشاد، التي كانت آنذاك عاصمة إمبراطورية بورنو. تقع يولا على بعد أقل من 30 كيلومترًا من عاصمة مشيخة باغالي، [بحاجة لمصدر]التي فقدت أجزاءً من أراضيها لصالح الجهاديين، وكانت تشكل أكبر تهديد ليولا من خلال هجماتها المستمرة. تخدم المدينة مطار يولا الدولي، وهو من أوائل المطارات التي شُيدت في نيجيريا. في 17 نوفمبر 2015، أسفر هجوم انتحاري عن مقتل أكثر من 30 شخصًا.

### الوضع الاقتصادي والتجاري لمدينة يولا، 1809-1901
كان الإنتاج الزراعي في مدينة يولا يعتمد بشكل كبير على الاستخدام المكثف للعمالة وتنظيم الإنتاج من قبل المجتمع في ذلك الوقت. [بحاجة لمصدر]كانت يولا غنية بالماشية التي استخدمت كمصدر للروث الذي يُستخدم كسماد للحقول. كان الإنتاج يتم على نطاقين كبير وصغير. تركزت الأنشطة التجارية حول منطقة غورين ومحيطها، التي كانت تركز على الأنشطة السياسية والعسكرية كونها العاصمة الأولى ليولا. كانت السلع المتداولة تشمل المعدات العسكرية والمواد الغذائية الضرورية للجهاد.[بحاجة لمصدر]

## المناخ

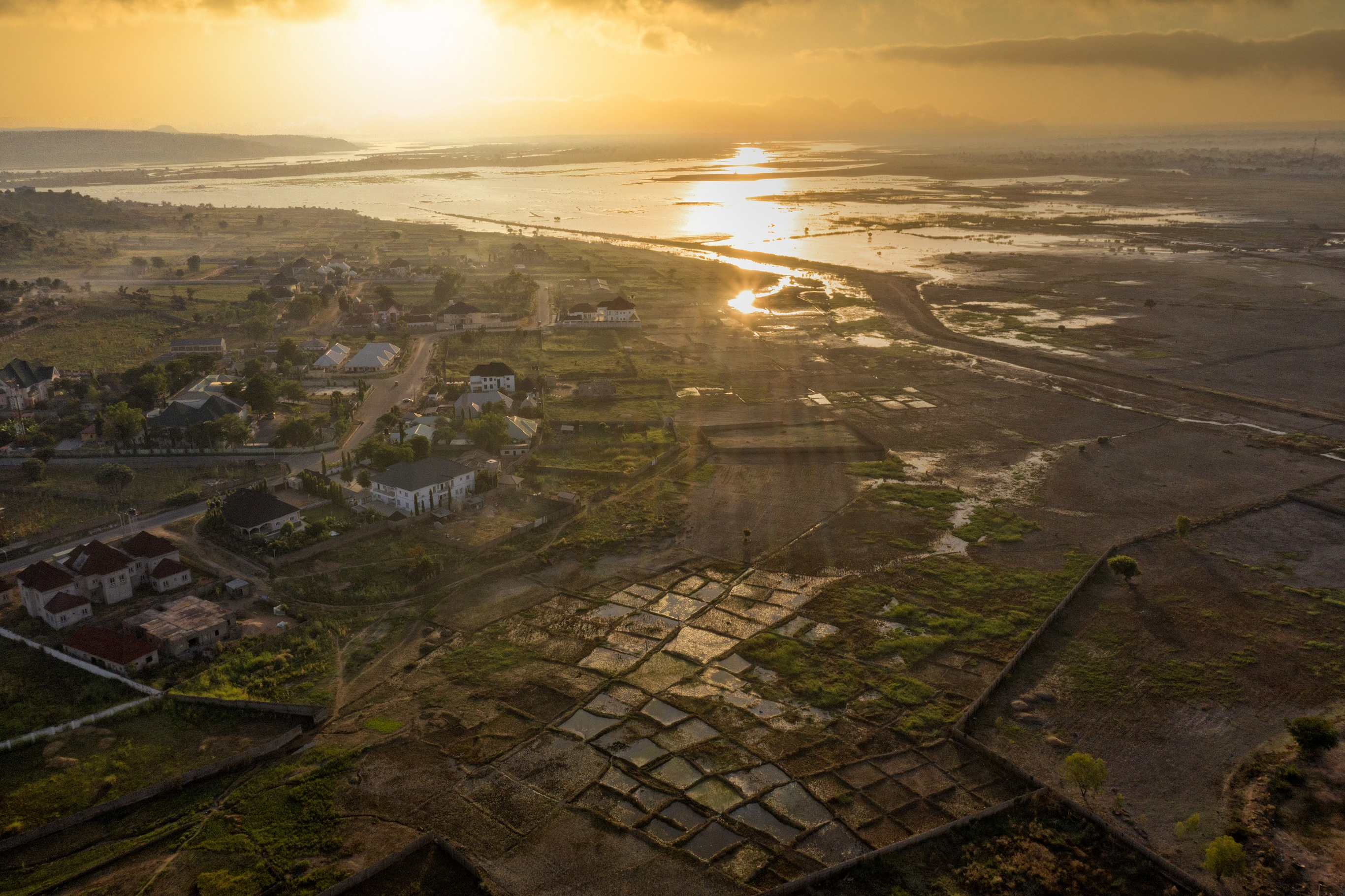
لقد كان للاحتباس الحراري تأثير سلبي على المناخ وأنماط الطقس، كما يتضح من فيضان نهر غونغولا الذي غمر بعض المنازل والأراضي الزراعية في يولا.

تتمتع يولا بمناخ استوائي للسافانا يقترب من المناخ شبه الجاف الحار وفق تصنيف كوبن للمناخ، حيث يتكون من فصل جاف وفصل ممطر. تكون درجات الحرارة مرتفعة على مدار السنة، مع أدنى متوسط للحرارة العظمى في أغسطس وسبتمبر بواقع 31.3 درجة مئوية، وأدنى متوسط للحرارة الصغرى في ديسمبر عند 16.9 درجة مئوية. بينما تسجل مارس أعلى متوسط حرارة عظمى بواقع 42.8 درجة مئوية، وأبريل يسجل أعلى متوسط حرارة صغرى عند 27.0 درجة مئوية. أعلى درجات الحرارة تحدث في شهري مارس وأبريل، قبل بداية موسم الأمطار.
تبلغ كمية الأمطار السنوية في يولا 872.4 ملم في المتوسط. يمتد موسم الأمطار من مايو حتى أكتوبر، أما بقية السنة فهي موسم جاف. خلال الموسم الجاف، خاصة من فبراير إلى أبريل، ترتفع درجات الحرارة نهارًا وتنخفض ليلاً بشكل ملحوظ. كما يشهد هذا الموسم تفاوتًا كبيرًا بين درجات الحرارة خلال النهار والليل. أغسطس هو الشهر الأكثر هطولًا للأمطار، حيث تهطل فيه حوالي 196.1 ملم موزعة على 16 يومًا. لا تسقط الأمطار بين ديسمبر وفبراير. تكون الرطوبة منخفضة في الموسم الجاف، وتصل إلى 13.5% في فبراير، وترتفع بشكل كبير خلال موسم الأمطار، خاصة من يوليو إلى سبتمبر. تستقبل يولا حوالي 2,845.5 ساعة من أشعة الشمس سنويًا، موزعة بشكل متوازن على مدار السنة، مع نوفمبر كأكثر الشهور تعرضًا للشمس، وأغسطس كأقلها.

### السحب
تختلف نسبة الغطاء السحابي في يولا بشكل كبير على مدار السنة؛ فالشهور ذات السماء الصافية تستمر لمدة 4.6 أشهر، بينما تستمر الشهور ذات السماء المشوبة بالسحب جزئيًا لمدة 7.4 أشهر. أكثر الشهور صفاءً هو يناير، حيث يكون 53% من السماء صافيًا أو شبه صافي، في حين يكون 78% من السماء مغطى بالسحب أو غائمًا، ويعتبر مايو الشهر الأكثر غيومًا.

### هطول الأمطار
يتفاوت هطول الأمطار الشهري في يولا بشكل كبير حسب الموسم، حيث يستمر موسم الأمطار لمدة 7.3 أشهر من 27 مارس حتى 7 نوفمبر، بمتوسط هطول يبلغ 0.5 بوصة. تسقط أكبر كمية من الأمطار في أغسطس، بمتوسط 6.5 بوصة. أما فترة الجفاف فتستمر لمدة 4.6 أشهر، حيث يسجل يناير أقل متوسط لهطول الأمطار بواقع 0.0 بوصة.
| البيانات المناخية لـYola (1991–2020) | البيانات المناخية لـYola (1991–2020) | البيانات المناخية لـYola (1991–2020) | البيانات المناخية لـYola (1991–2020) | البيانات المناخية لـYola (1991–2020) | البيانات المناخية لـYola (1991–2020) | البيانات المناخية لـYola (1991–2020) | البيانات المناخية لـYola (1991–2020) | البيانات المناخية لـYola (1991–2020) | البيانات المناخية لـYola (1991–2020) | البيانات المناخية لـYola (1991–2020) | البيانات المناخية لـYola (1991–2020) | البيانات المناخية لـYola (1991–2020) | البيانات المناخية لـYola (1991–2020) |
| الشهر                                | يناير                                | فبراير                               | مارس                                 | أبريل                                | مايو                                 | يونيو                                | يوليو                                | أغسطس                                | سبتمبر                               | أكتوبر                               | نوفمبر                               | ديسمبر                               | المعدل السنوي                        |
| ------------------------------------ | ------------------------------------ | ------------------------------------ | ------------------------------------ | ------------------------------------ | ------------------------------------ | ------------------------------------ | ------------------------------------ | ------------------------------------ | ------------------------------------ | ------------------------------------ | ------------------------------------ | ------------------------------------ | ------------------------------------ |
| الدرجة القصوى °م (°ف)                | 42.3 (108.1)                         | 44 (111)                             | 45.4 (113.7)                         | 46.5 (115.7)                         | 43 (109)                             | 39 (102)                             | 37.7 (99.9)                          | 35 (95)                              | 38 (100)                             | 39.5 (103.1)                         | 40.6 (105.1)                         | 40.6 (105.1)                         | 46.5 (115.7)                         |
| متوسط درجة الحرارة الكبرى °م (°ف)    | 34.5 (94.1)                          | 37.3 (99.1)                          | 40.0 (104.0)                         | 39.7 (103.5)                         | 36.3 (97.3)                          | 33.3 (91.9)                          | 31.6 (88.9)                          | 30.8 (87.4)                          | 31.4 (88.5)                          | 33.5 (92.3)                          | 36.2 (97.2)                          | 35.0 (95.0)                          | 35.0 (95.0)                          |
| المتوسط اليومي °م (°ف)               | 26.3 (79.3)                          | 29.3 (84.7)                          | 32.6 (90.7)                          | 33.6 (92.5)                          | 31.1 (88.0)                          | 28.8 (83.8)                          | 27.6 (81.7)                          | 27.1 (80.8)                          | 27.3 (81.1)                          | 28.4 (83.1)                          | 28.1 (82.6)                          | 26.3 (79.3)                          | 28.9 (84.0)                          |
| متوسط درجة الحرارة الصغرى °م (°ف)    | 18.1 (64.6)                          | 21.4 (70.5)                          | 25.2 (77.4)                          | 27.4 (81.3)                          | 25.9 (78.6)                          | 24.3 (75.7)                          | 23.7 (74.7)                          | 23.3 (73.9)                          | 23.2 (73.8)                          | 23.4 (74.1)                          | 20.1 (68.2)                          | 17.6 (63.7)                          | 22.8 (73.0)                          |
| أدنى درجة حرارة °م (°ف)              | 10 (50)                              | 14 (57)                              | 19 (66)                              | 19 (66)                              | 20 (68)                              | 18.7 (65.7)                          | 17.1 (62.8)                          | 17.8 (64.0)                          | 17.7 (63.9)                          | 18.8 (65.8)                          | 15 (59)                              | 11.5 (52.7)                          | 10 (50)                              |
| الهطول مم (إنش)                      | 0.1 (0.00)                           | 0.2 (0.01)                           | 2.3 (0.09)                           | 35.5 (1.40)                          | 94.5 (3.72)                          | 138.8 (5.46)                         | 159.7 (6.29)                         | 196.2 (7.72)                         | 189.4 (7.46)                         | 67.9 (2.67)                          | 0.8 (0.03)                           | 0.5 (0.02)                           | 886.1 (34.89)                        |
| متوسط أيام هطول الأمطار (≥ 1.0 mm)   | 0.1                                  | 0.1                                  | 0.4                                  | 3.2                                  | 7.2                                  | 9.7                                  | 10.4                                 | 12.4                                 | 11.9                                 | 5.2                                  | 0.1                                  | 0.0                                  | 60.7                                 |
| متوسط الرطوبة النسبية (%)            | 25.4                                 | 21.5                                 | 29.6                                 | 50.4                                 | 65.9                                 | 73.3                                 | 80.4                                 | 84.0                                 | 82.3                                 | 75.8                                 | 52.7                                 | 34.8                                 | 56.3                                 |
| ساعات سطوع الشمس الشهرية             | 254.2                                | 229.6                                | 232.5                                | 228.0                                | 244.9                                | 228.0                                | 201.5                                | 195.3                                | 207.0                                | 263.5                                | 282.0                                | 279.0                                | 2٬845٫5                              |
| ساعات سطوع الشمس اليومية             | 8.2                                  | 8.2                                  | 7.5                                  | 7.6                                  | 7.9                                  | 7.6                                  | 6.5                                  | 6.3                                  | 6.9                                  | 8.5                                  | 9.4                                  | 9.0                                  | 7.8                                  |
| المصدر: NOAA (sunshine 1961–1990)    |                                      |                                      |                                      |                                      |                                      |                                      |                                      |                                      |                                      |                                      |                                      |                                      |                                      |

## البنية التحتية

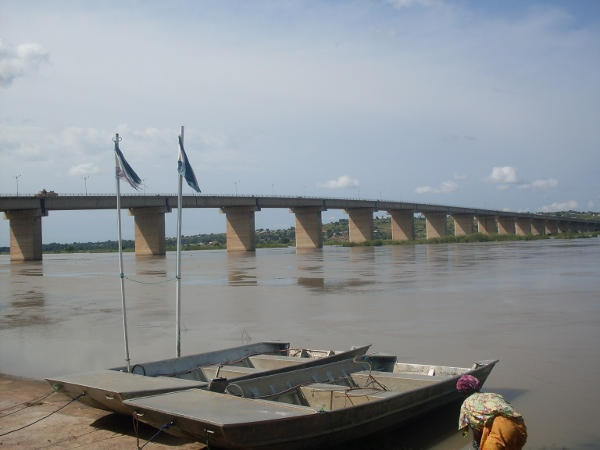
جسر يربط إلى داخل مدينة يولا.

مدينة جيميتا المجاورة تحتوي على سوق وحديقة حيوانات ومطار يربطها برحلات مباشرة إلى المملكة العربية السعودية، بالإضافة إلى مكاتب البريد والاتصالات، وكذلك المسجد الرئيسي والكاتدرائية. باعتبارها عاصمة الولاية، تعد جيميتا مركزًا هامًا للنقل، حيث تنطلق منها الحافلات وسيارات الأجرة شمالًا إلى موبى ومايدوغوري، وغربًا إلى نومان وجومبي وجالينغو وباوتشي، وجنوبًا إلى ماكوردي وكاتسينا ألا. كما تتوفر سيارات أجرة تربطها بمدينة جاروا في الكاميرون. يضم المطار رحلات منتظمة إلى أبوجا ولاجوس.
تحتضن المدينة العديد من المؤسسات التعليمية، منها الجامعة الأمريكية في نيجيريا التي تُعتبر أول جامعة تنمية في أفريقيا، وبوليتكنيك ولاية آدموا، وجامعة موديببو أداما التي كانت تعرف سابقًا بالجامعة الفدرالية للتكنولوجيا، وتقع على بعد حوالي 10 كيلومترات شمال المدينة على طريق موبى. كما توجد مدرسة الحكومة الفدرالية للبنات، وأكاديمية AUN، وأكاديمية عليو مصطفى، وأكاديمية تشيروما أحمد، وكلية أحمدو ريبادو، والمدرسة الثانوية لجامعة MAUTECH، وكلية كونكورديا التي حصلت على لقب أفضل مدرسة بعد المرحلة الابتدائية عام 2007 من قبل الجمعية الوطنية للطلاب النيجيريين.
تضم يولا أيضًا أحد فروع كلية القانون النيجيرية، بجانب الجامعة الأمريكية، إلى جانب عدد من المؤسسات التعليمية الأخرى. وتحتوي ولاية آدموا على واحد من أفضل مستودعات البلاد، ويقع على بعد حوالي 5 كيلومترات غربًا على طريق نومان.
من أبرز المواقع السياحية تلال الأخوات الثلاث في منطقة حكومة سونج المحلية، وهي تشكيلات صخرية طبيعية رائعة تقع جنبًا إلى جنب على ارتفاعات متفاوتة، حيث تُعرف التلة الوسطى بالأخت الكبرى. كما كان موقع مهرجان صيد الأسماك في بحيرة نجووا سابقًا، ولكنه جفّ وأُعيد تطويره إلى منطقة سكنية. ومن المعالم الأخرى قصر اللاميدو واحتفالات الفروسية السنوية (الدوربار). تأسست المدينة كمستوطنة للفولبي، الذين يشكلون الغالبية السكانية فيها إلى جانب سكان من مناطق أخرى في نيجيريا ومن الكاميرون المجاورة.

## شخصيات بارزة
- أحمد عمرو فينتيري
- مرتالا هامانييرو نياكو
- أتيكو أبو بكر
- محمد باركيندو
- عائشة بوهاري
- بوني هارونا
- بوس مصطفى
- بانام بيرسي بول
- نوحو ريبدو
- أليكس باديه